# Беренгер, Дамасо
Да́масо Беренге́р-и-Фусте́, 1-й граф де Шавен (исп. Dámaso Berenguer y Fusté, I conde de Xauen, 4 августа 1873, Сан-Хуан-де-лос-Ремедиос, Куба — 19 мая 1953, Мадрид) — испанский политический и военный деятель, премьер-министр, генерал-лейтенант.

## Биография
После окончания школы Д. Беренгер поступает в военную кавалерийскую академию, которую оканчивает в 1892 году в звании младшего лейтенанта (Alférez). В 1895—1898 годах он в составе испанских войск на Кубе воюет с кубинской армией, боровшейся за независимость острова от Испании (война за независимость на Кубе). В 1909 году за участие в Рифской войне на севере Марокко Д. Беренгеру присваивается чин бригадного генерала. В 1909—1915 годах он находится в Африке и создаёт в Мелилье первые туземные (марокканские) боевые соединения в испанской армии — регуларес. После возвращения в Испанию в 1916 году генерал назначается военным губернатором провинции Малага. Как военный специалист пользовался большим влиянием в генштабе свой страны.
9 ноября 1918 года Д.Беренгер становится военным министром в кабинете Мануэля Гарсия-Прието, а затем — с 5 декабря 1918 года — в кабинете Альваро Фигероа-и-Торреса. В декабре 1919 года он оставляет министерский пост и назначается верховным комиссаром Испанского Марокко. В январе 1921 года Д. Беренгер специальным королевским декретом производится в пожизненные сенаторы. На посту верховного комиссара ему удалось отвоевать у восставших под руководством Абд аль-Крима марокканцев захваченные ими после поражения испанцев в битве при Анвале районы северного Марокко. Пост верховного комиссара генерал занимал до июля 1922 года.
В то же время Д. Беренгер был вынужден предстать перед Высшим военным трибуналом как одно из ответственных лиц за поражения испанской армии в 1921 году в Рифской войне. Будучи признанным виновным, генерал с началом военной диктатуры Мигеля Примо де Риверы был помилован и в 1924 году в ранге генерал-лейтенанта назначен руководителем Королевской интендантской службы. С 27 марта 1925 по 31 августа 1926 он становится генерал-капитаном Галисии. В мае 1929 года ему королём Альфонсом XIII присваивается графский титул.
После отставки Примо де Риверы 30 января 1930 король Альфонс XIII назначает Д. Беренгера премьер-министром. Он также занимает пост военного министра. Время нахождения его на вершине власти обозначалось в Испании как «мягкая диктатура» (Dictadura Blanda). Однако надежды короля на то, что Д. Беренгер сумеет подавить назревающий в стране политический кризис и справиться с экономическими трудностями, не оправдались. Всё громче раздавались требования об отставке короля, которого считали ответственным за преступления диктатуры Примо де Риверы, усилилось противостояние между республиканскими и монархическими политическими группами. Полные недоверия к верховной власти, политические партии отвергли предложение Д. Беренгера о проведении новых парламентских выборов. Вновь легализированное им рабочее движение в Испании призывало к проведению акций протеста. В августе 1930 года две крупнейшие республиканские партии страны подписали соглашение, в котором они потребовали отречения короля от трона. 14 декабря 1930 года вспыхнуло антимонархическое восстание в гарнизоне города Хака, при подавлении которого были убиты оба его вожака — капитаны Фермин Г. Родригес и Анхель Г. Эрнандес. Незадолго перед этим мятежом на Д. Беренгера было произведено покушение. Все эти события вынудили генерала 14 февраля 1931 года выйти в отставку с поста премьер-министра. Пост военного же министра он сохранял до 14 апреля 1931 года.
После победы республиканцев на коммунальных выборах 12 апреля 1931 года и бегства короля Альфонса XIII во Францию Д. Беренгер, несмотря на его заявление о признании республики, вместе с группой других офицеров-монархистов был арестован и обвинён в убийстве офицеров-республиканцев в Хаке. Однако в 1935 году он был полностью оправдан.
Д. Беренгер — автор нескольких книг о политике и военной истории Испании начала XX столетия.

## Сочинения
- «Campañas en el Rif y Yebala 1921—1922. Notas y documentos de mi diario de operaciones», 1923 (Походы в Риф и Йебала 1921—1922. Записки и документы моего военного дневника)
- «De la Dictadura a la República», 1946 (От диктатуры к республике).